# Munchingi Puttu
Munchingi Puttu là một mandal thuộc huyện Visakhapatnam, bang Andhra Pradesh.